# Химик, Василий Васильевич
Васи́лий Васи́льевич Хи́мик (род. 29 июля 1946) — советский и российский учёный, педагог, лингвист, заведующий Кафедрой русского языка для гуманитарных и естественных факультетов филологического факультета Санкт-Петербургского государственного университета (1993—2016), доктор филологических наук (1991), профессор, область научных интересов — русистика и лингводидактика.

## Биография
Василий Васильевич Химик родился 29 июля 1946 года.
В 1970 году получил филологическое образование в Калининградском государственном университете (ныне БФУ им И.Канта).
1975—1978 — аспирант Московского областного педагогического института (МОПИ) имени Н. К. Крупской (ныне ГУП).
В 1978 году под руководством профессора Леканта Павла Александровича защитил кандидатскую диссертацию «Количественность в структуре простого предложения».
В 1991 году защитил докторскую диссертацию «Категория субъективности в современном русском языке: эгоцентрический потенциал субъективных компонентов высказывания».

## Профессиональная деятельность
Работал преподавателем на профильных кафедрах МГПИ, ЧГПУ. 
С 1985 года — доцент Кафедры русского языка как иностранного СПбГУ.  В 1993—2016 заведующий Кафедрой русского языка для гуманитартных и естественных факультетов филологического факультета Санкт-Петербургского государственного университета.
Автор аудиокурсов «Введение в русскую жаргонологию» и «Сниженная речь в современной языковой коммуникации» в программе «Золотой фонд лекций «Русского мира».
Под руководством Василия Васильевича Химика защищены 18 кандидатских диссертаций. Василий Химик является участником ежегодного международного форума Ассамблеи Русского мира, автором методических и учебных пособий, словарей, более 200 научных публикаций. 

## Избранные работы

### Научные и учебные издания
1. Категория субъективности и ее выражение в русском языке. Л.: Изд-во ЛГУ, 1990г[7]
2. Практический синтаксис русского языка: Уч. пособие для иностранных учащихся. СПб.: Изд-во С.-Петерб. ун-та, 1995. Златоуст, 2001г;
3. Русский язык. Современный курс: Пособие для поступающих в вузы / Под ред. П. А. Леканта. М.: Новая Волна, 1998 (в соавт.);
4. Поэтика низкого, или Просторечие как культурный феномен. СПб.: Филол. ф-т СПбГУ, 2000;[8]
5. Основы научной речи: Учебное пособие для студентов нефилол. высш. учеб. заведений / Под ред. В. В. Химика, Л. Б. Волковой. СПб.: Филол. ф-т СПбГУ, 2003;
6. Основы русской деловой речи: Учебное пособие для студентов высших учеб. заведений / Под ред. В.В. Химика. СПб.: Златоуст, 2012;
7. Культура речи и деловое общение: учебник и практикум для академического бакалавриата / Отв. ред. В.В. Химик, Л. Б. Волкова.  М.: Юрайт, 2016; 2025;
8. Культура речи. Научная речь: Учебное пособие для вузов / В. В. Химик [и др.]; под ред. В. В. Химика, Л. Б. Волковой. 2-е изд., испр. и доп. М.: Юрайт, 2024; 2025

### Словари
1. Большой словарь русской разговорной экспрессивной речи. СПб.: Норинт, 2004;[9]
2. Словарь русских эмоционально-экспрессивных преобразований: Краткий словарь-справочник. СПб.: Филол. ф-т СПбГУ, 2007;
3. Толковый словарь русской разговорно-обиходной речи. В 2-х т. СПб.: Златоуст, 2017;[10]
4. Словарь субъективно-оценочных изменений русских слов: дом – домик – домишко – домище – домина... М.: ЛИТРЕС, 2024;
5. Словарь языковой экономии: «Одно слово вместо двух». М.: ЛИТРЕС, 2024.

### Научные статьи
1. Предикативность предложения и актуализационные функции высказывания // НДВШ: Филологические науки. 1986, № 1. – С. 80–83;
2. Современное просторечие в русском языковом и культурном пространстве // Studia Slavica Savariensia. – Budapest. 2000, № 1. – С.107-121;
3. Анекдот как уникальное явление русской речевой культуры // Анекдот как феномен культуры. / Отв. ред. М. С. Каган, Е. С. Соколов. – СПб.: Санкт-Петербургское философское общество, 2002. – С. 17–31;
4. Экспрессия русского производного слова: избыточность или богатство? // Мир русского слова. 2006. № 1. – С. 14–19;
5. Всеобщность или глобализация? // Балтийский филологический курьер: Науч. журн. Калининград: Изд-во РГУ им. И. Канта, 2007. – № 6. – С. 196–202;
6. Национальная идея и русский язык // Политическая лингвистика: Научный журнал. Вып. (3)26. / Гл. ред. А. П. Чудинов. – Екатеринбург: Урал. гос. пед. ун-т, 2008. – С. 9–16;
7. Коммуникативно-речевые идеалы современного чиновника. // Филологический класс. – 2010. – №2 (24). – С. 45–48;
8. Ментальная инфантильность в русской социокультурной и речевой действительности // Мир русского слова. 2011. № 1.  – С. 31–37;
9. Глобализм в русском языковом и идеологическом пространстве: идея, слова, значения. // Политическая лингвистика: Научный журнал. Вып. 1 (35)  / Гл. ред. А. П. Чудинов. – Екатеринбург: Урал. гос. пед. ун-т, 2011. – С. 41–55;
10. Современный чиновник: традиционный образ и некоторые особенности речевого поведения // Русский язык за рубежом. 2011. № 3. – С. 59–64;
11. Русская разговорно-обиходная речь в лексикографическом представлении. // Филологический класс. – 2014. – №1 (35). – С. 58–64.

## Награды, премии
- «Почетный работник высшего профессионального образования Российской Федерации"» (2007)